# Taifa di Segura
La Taifa di Segura (in arabo طائفة شقورة‎?) era un regno medievale Islamico taifa Moresco di al-Andalus, che esisteva, nell'attuale Spagna meridionale, alla caduta dell'Impero almoravide, dal 1147 al 1150, quando fu annesso alla Taifa di Murcia. 

La taifa era costituita dalla città di Segura ed i territori limitrofi nelle attuali provincie di Jaén e Albacete.

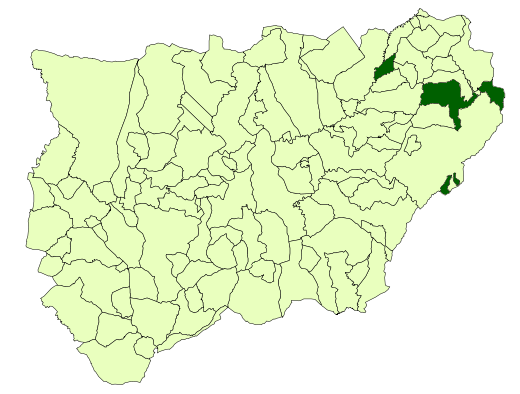
Attuale estensione del comune di Segura de la Sierra situato al confine orientale dell'attuale Provincia di Jaén.

## Storia
Quando l'Impero almoravide perdette vigore vi fu un secondo periodo di espansione dei regni indipendenti, che viene ricordato come Seconda taifa; di questa taifa si hanno poche notizie: si conosce il nome del re, Ibrahim ibn Ahmed ibn Hamushk, che tra il 1146 ed il 1147 si rese indipendente, e governò sino al 1150, quando la taifa venne annessa alla Taifa di Murcia, governata da Muhammad ibn Mardanish, che
secondo la Muslim Spain and Portugal: A Political History of al-Andalus, era figlio del governatore di Fraga Saʿd ibn Mardanīsh (discendente da una famiglia cristiana di nome Martinez) e nel 1147, si era eretto a difensore di tutto il Levante di al-Andalus, .

### Fonti primarie
- (EN)  Muslim Spain and Portugal: A Political History of al-Andalus

### Letteratura storiografica
- Rafael Altamira, "Il califfato occidentale", in: «Storia del mondo medievale», Cambridge History of Middle Age, vol. II, 1999, pp. 477–515.]
- Rafael Altamira, La Spagna (1031-1248), in "Storia del mondo medievale", vol. V, 1999, pp. 865–896
- La recomquista